# WFMU
WFMU ist ein nicht-kommerzieller Hörfunksender in Jersey City, New Jersey, der lokal über die UKW-Frequenz 91,1 MHz (FM) und weltweit über das Internet empfangen werden kann. Der Sender erhielt für seine experimentellen Programme mehrere Auszeichnungen. Häufig wird er FMU genannt, ohne das initiale W des Rufzeichens, das lediglich besagt, dass sich der Radiosender östlich des Mississippi River befindet. Der terrestrische Empfangsbereich umfasst unter anderem große Teile der Stadt New York City. WFMU betrieb von 2009 bis 2019 das Free Music Archive, eine der bekanntesten Plattformen für Audio-Inhalte unter freier Lizenz.
WFMU sendet im Freeform-Format, nach welchem die Moderatoren und DJs vollständige Kontrolle über den Inhalt ihrer Sendungen haben. Es gibt keine Redaktion, die Inhalte vorschreibt oder abnimmt. Die einzige Formvorgabe hat organisatorische Gründe und ist der Stundentakt: Die DJs wechseln zur vollen Stunde. WFMU ist der älteste noch existierende Hörfunksender in den Vereinigten Staaten mit diesem Format.

## Geschichte
WFMU ging am 24. April 1958 erstmals auf Sendung. Damals war WFMU noch Teil des Upsala College in East Orange, New Jersey. Kurz bevor das Upsala College am 31. Mai 1995 geschlossen wurde, kaufte WFMU die Sendelizenz vom College und ist seitdem selbständig. Im August 1998 zog der Sender in ein neu gekauftes Gebäude in Jersey City. Der gegenwärtige Eigentümer der Sendelizenz von WFMU ist Auricle Communications, eine gemeinnützige Organisation, bestehend aus gegenwärtigen und ehemaligen Mitarbeitern und Hörern von WFMU.
WFMU besitzt zudem mit WXHD eine weitere Station, die als Relaisstation in Mount Hope, New York verwendet wird und das Programm auf 90,1 MHz FM im Sendegebiet Hudson Valley, NY, den niederen Catskills, im westlichen New Jersey und im östlichen Pennsylvania verbreitet.

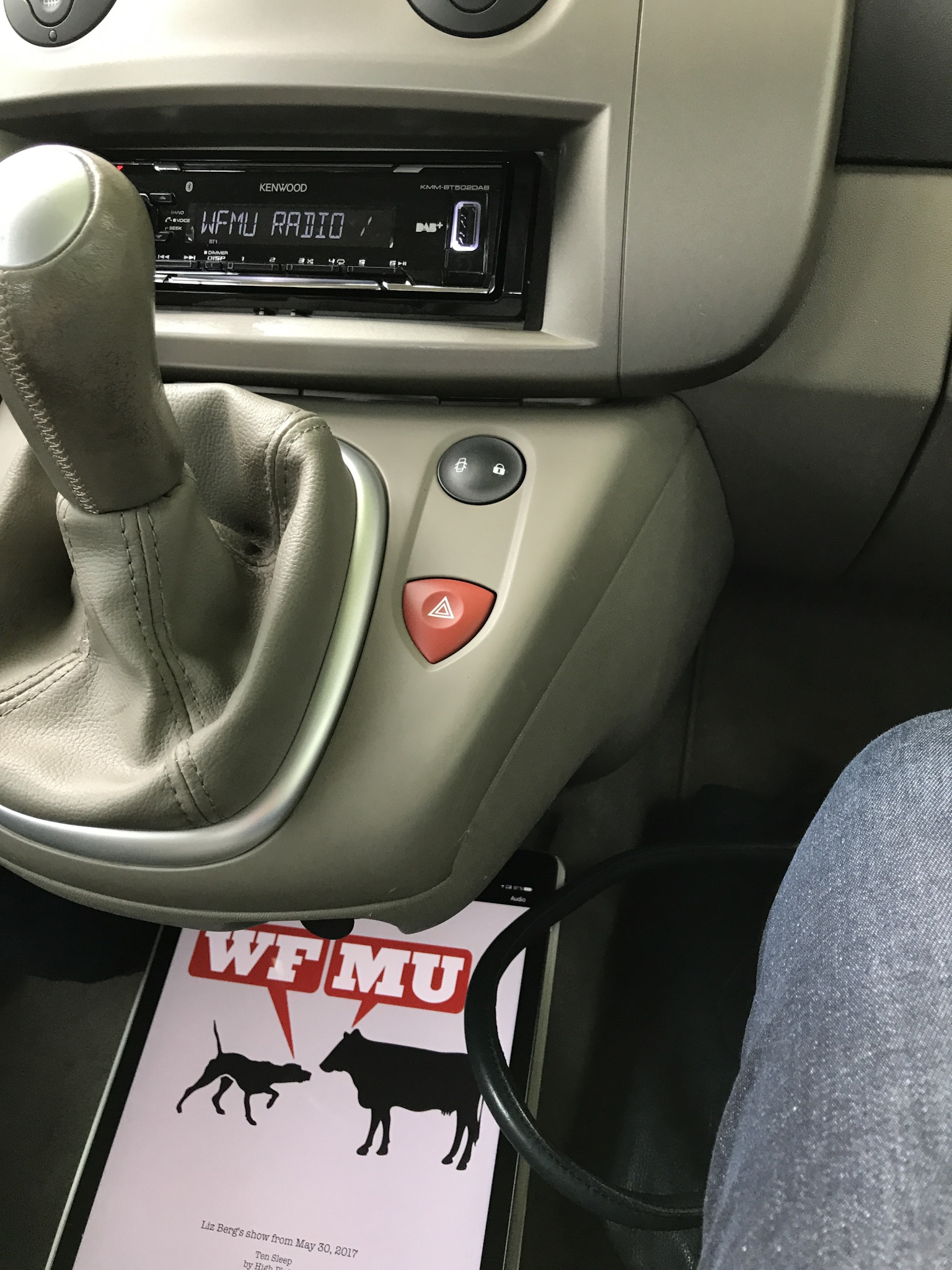
WFMU übers Internet im Auto

Seit 2005 bietet WFMU sein Programm auch über Internet an. Streams sind in den Formaten MP3, RealAudio, ASX, Ogg Vorbis und AAC+ erhältlich, danach werden die Shows für zwei Wochen im MP3-Format und unbegrenzt im RealAudio-Format über die Website von WFMU zur Verfügung gestellt. Über ein Dutzend Sendungen werden auch als Podcasts gesendet.
Ende 2006 bekam WFMU 400.000 US-Dollar aus dem sogenannten New York State Music Fund, der vom Office of the New York State Attorney General während der Amtszeit von Eliot Spitzer (danach von 1. Januar 2007 bis 18. März 2008 Gouverneur von New York) bei der gemeinnützigen Organisation Rockefeller Philanthropy Advisors eingerichtet wurde, um im Bundesstaat New York den öffentlichen Zugang zu und die Wertschätzung von zeitgenössischer Musik zu fördern. Das Geld (insgesamt 19 Millionen US-Dollar) stammt aus außergerichtlichen Einigungen, die das Office of the New York State Attorney General mit verschiedenen Plattenfirmen ausgehandelt hatte, die wegen der Verletzung von Gesetzen angeklagt worden waren, die Payola verbieten. WFMU plante zur Verwendung des dem Sender zugesprochenen Geldes einerseits die Veranstaltung mehrerer kostenloser Konzerte mit mehreren Musikern und Bands, wovon das erste am 28. April 2007 stattfand, andererseits zum Aufbau des Free Music Archive, einer Website zum Hoch- und Runterladen von Musik, die komplett unter freien und nicht-kommerziellen Creative-Commons-Lizenzen steht.

### Free Music Archive

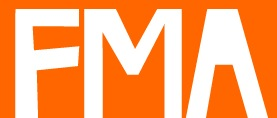
Logo des Free Music Archive

Das Free Music Archive wurde von WFMU seit 2009 betrieben. WFMU bemühte sich bereits vor dem Beginn des Projektes, Musiker und Plattenfirmen zur Veröffentlichung ihrer Werke unter freien Lizenzen zu bewegen, dies unter anderem, um die bestehenden und vom Copyright Royalty Board geplanten massiven Erhöhungen von an die RIAA zu zahlenden Gebühren für das Abspielen von Musikstücken durch Internetradios zu umgehen. Das Archiv stellt Musik- und Wort-Aufnahmen aller Genres zum Streaming und zum Herunterladen im Format mp3 bereit.
Nachdem es im Herbst 2018 zunächst Gerüchte gegeben hatte, das Free Music Archive werde ganz eingestellt, wurde das Projekt im September 2019 von dem niederländischen Anbieter Tribe of Noise übernommen. Der Dienst sagt über sich selbst, er wolle „faire und tragfähige Geschäftsideen für talentierte Künstler“ schaffen.

## Konzept

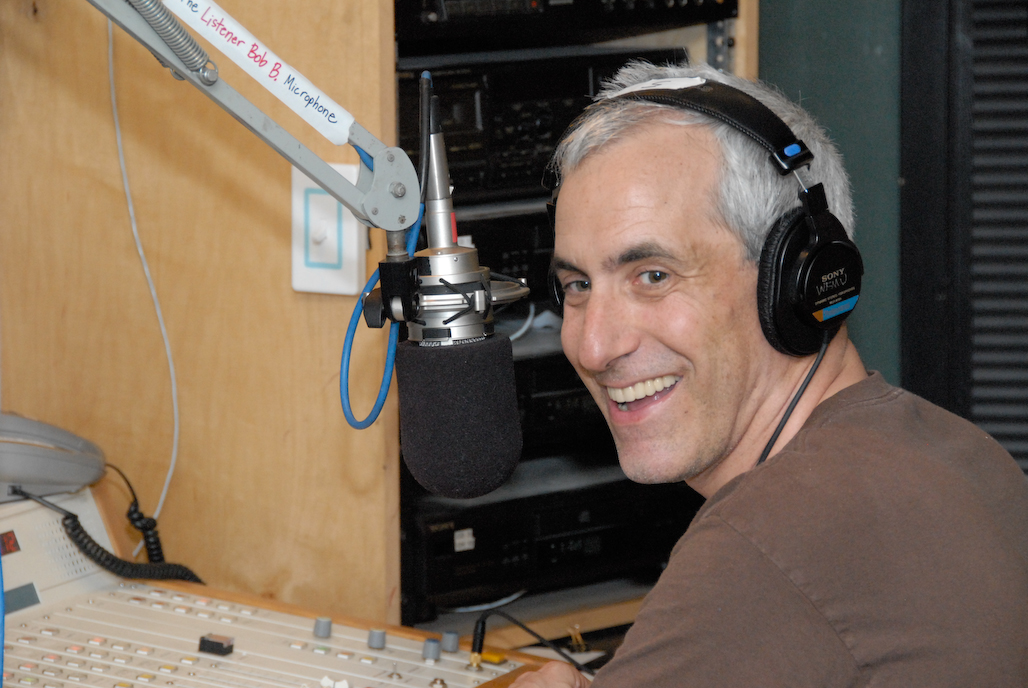
Ken Freedman während des 2008er Marathons

WFMU lehnt prinzipiell jegliche Unterstützung von Seiten der Regierung, durch Unternehmen, private Stiftungen und andere öffentliche Institutionen ab, die an Bedingungen geknüpft wäre, die den Prinzipien des Senders zuwiderlaufen. Der Sender wird komplett durch seine Hörer finanziert, was besonders einmal pro Jahr in einem zweiwöchigen Fundraisingmarathon (während dessen u. a. traditionellerweise Yo La Tengo auftreten) und durch eine ebenfalls einmal pro Jahr abgehaltene Schallplattenbörse erreicht wird. Alle DJs und Moderatoren sind unbezahlte Freiwillige, von denen einige seit den 1970er und 1980er Jahren beim Sender tätig sind. Durch diese Art der Unabhängigkeit soll gewährleistet werden, dass das Freeform-Format weiter bestehen kann und die DJs sich nicht an bestimmte Playlisten und Heavy-Rotation-Konzepte halten oder den Inhalt der Sendungen aufgrund eventueller Werbepartner, Marketingagenturen und Fokusgruppen bestimmen lassen müssen (vgl. Payola).

## Programm und kulturelle Wirkung
Das Rolling Stone-Magazin verlieh WFMU vier Jahre hintereinander (1991–1994) den Titel "Bester Rundfunksender des Landes". Von den Magazinen Village Voice, der New York Press und dem College Music Journal wurde WFMU zudem als beste Radiostation in den Vereinigten Staaten bzw. in New York City ausgezeichnet. Die New York Times beschrieb WFMU in einem 1999 erschienenen Artikel als einen Sender, „dessen Name zu einer Art geheimer Handschlag unter einer gewissen Gruppe geschmacksbildender Experten geworden ist“ und nennt im selben Artikel Lou Reed, Matt Groening, Jim Jarmusch und Eric Bogosian als erklärte Fans des Senders. Weitere prominente WFMU-Fans sind u. a. der Led-Zeppelin-Sänger Robert Plant, Sonic-Youth-Gitarrist Thurston Moore, Cars-Musiker Ric Ocasek, Fernseh-Moderator Conan O’Brien sowie Schauspieler Crispin Glover.
Große Aufmerksamkeit auch der internationalen Medien erhielt der Versuch des WFMU-DJs Glen Jones, den Guinness-Weltrekord für die längste fortlaufende Radiosendung zu brechen. Am 29. Mai 2001 endete der Rekordversuch offiziell erfolgreich mit 100 Stunden und 41 Sekunden Sendedauer.
Die Programminhalte und -formate der einzelnen Sendungen sind in hohem Maße unterschiedlich. Die meisten spielen Musik aus allen möglichen Epochen, Genres und Sprach- und Kulturräumen, daneben existieren viele experimentelle Sendungen, Dokumentationen, Anruf-Sendungen, sowie einmal pro Woche eine sogenannte Hörer-Stunde, in der jeweils ein Hörer im Sender die Musik seiner Wahl spielen kann.
Obwohl WFMU traditionell Nachrichten-Sendungen meidet, bot der Sender im Jahr 2000 der Sendung Democracy Now! (mit geändertem Titel: Democracy Now! In Exile) der Journalistin Amy Goodman für eine Übergangszeit Asyl, nachdem die Sendung durch einen Wechsel im Management vom Sender WBAI und dem Pacifica-Radio-Netzwerk abgesetzt worden war.
Ein ähnliches Beispiel war die kurzfristige Übernahme des Webcast-Programms der Jazz-Radiostation WWOZ in New Orleans, nachdem deren Studio und Sendeanlage durch den Hurrikan Katrina im August 2005 zerstört worden waren.